# Ивандорфф, Жан-Фредерик
Жан Фредерик Ивандорфф (фр. Jean Fréderic Yvendorff; 1751—1816) — французский военный деятель, бригадный генерал (1805 год), барон (1808 год), участник революционных и наполеоновских войн.

## Биография
Начал службу 10 января 1770 года в колониальной милиции в южной части Санто-Доминго звании младшего лейтенанта в элитном конном карабинерском полку. 15 марта 1778 года перевёлся в пехотный батальон. В составе этой части воевал против англичан с 1778 по 1782 годы. 1 февраля 1780 года получил звание лейтенанта.
В ноябре 1790 года вернулся во Францию. 7 сентября 1792 года вступил волонтёром в армию, и 23 октября 1792 года получил временное звание капитана и назначен командиром роты в 24-м кавалерийском полку. С 1793 по 1794 годы служил в Северной арми. Ивандорфф стал командиром эскадрона 21 марта 1794 года и до 1796 года служил в Армиях Шербурского побережья и Берегов Океана.
В 1799 году переведён в Дунайскую армию и 3 сентября 1799 года был произведён в полковники, и назначен командиром 2-го кавалерийского полка. 25 октября 1799 года возглавил полк. 20 апреля 1800 года его полк был включён в состав бригады Келлермана в Резервной армии. Участвовал в Итальянской кампании 1800 года. Был ранен пулей 8 июня 1800 года у Пьяченцы. Отличился при Маренго. 5 июля 1800 года переведён в Итальянскую армию. В 1801 году вернулся во Францию, и служил в 7-м военном округе, затем в 14-м (в Кане).
Его полк был частью 1-й дивизии тяжёлой кавалерии генерала Нансути в кампании 1805 года. Отличился при Аустерлице, где получил пулевую рану.
24 декабря 1805 года награждён званием бригадного генерала и 19 апреля 1806 года вернулся во Францию. 26 декабря 1806 года был назначен комендантом Шпандау. 14 октября 1808 года прибыл в Майнц. 14 ноября 1808 года зачислен в 8-й военный округ, а уже 21 ноября 1808 года стал командующим департамента Воклюз. 6 августа 1811 года вышел в отставку.
Возобновил службу 19 декабря 1811 года в качестве ответственного за вооружение в Гамбурге. 25 апреля 1813 года вновь вышел в отставку.
После возвращения Наполеона, он был призван на службу, и 14 июня 1815 года назначен инспектором кавалерии. 6 августа 1815 года стал помощником генерального инспектора кавалерии генерала Фрежвиля. В октябре 1815 года окончательно вышел в отставку.
Умер 10 ноября 1816 года в Авиньоне.

## Воинские звания
- Младший лейтенант (10 января 1770 года);
- Лейтенант (1 февраля 1780 года);
- Капитан (23 октября 1792 года, утверждён 7 февраля 1793 года);
- Командир эскадрона (21 марта 1794 года);
- Полковник (3 сентября 1799 года);
- Бригадный генерал (24 декабря 1805 года).

## Титулы
- Барон Ивандорфф и Империи (фр. baron Yvendorff et de l'Empire; декрет от 19 марта 1808 года, патент подтверждён 29 июня 1808 года в Байонне)[1].

## Награды
Легионер ордена Почётного легиона (11 декабря 1803 года)
 Офицер ордена Почётного легиона (14 июня 1804 года)
 Кавалер военного ордена Святого Людовика (1814 год)